# Que todo se detenga
Que todo se detenga es una película dramática argentina de 2022 dirigida por Juan Baldana y basada en la novela homónima (2015) de Gonzalo Unamuno. Cuenta la caótica vida de un escritor que logró ser exitoso con la publicación de su primer libro, pero ahora se encuentra en la decadencia sumergido en las drogas y en un trabajo que le disgusta. Está protagonizada por Gerardo Otero, Luis Ziembrowski, Claudio Tolcachir, Natalia D'Alena, Alan Sabbagh y María Canale. La película se estrenó mundialmente el 21 de abril de 2022 durante el Buenos Aires Festival Internacional de Cine Independiente, mientras que su lanzamiento limitado en las salas de cines de Argentina fue el 25 de agosto de 2022.

## Sinopsis
La historia sigue la vida de Germán, un escritor de 40 años que trabaja a distancia para una revista francesa, a la cual quiere renunciar, sin embargo se encuentra atravesando por una profunda crisis a causa del fracaso por su carrera, de su relación amorosa pasada y los traumas de la infancia llevándolo a refugiarse en el consumo de la cocaína. A pesar de esto, intentará buscar la forma de poder volver con su exnovia Clara, lo cual le resultará difícil, ya que su relación ha sido tóxica y enfermiza.

## Reparto
- Gerardo Otero como Germán Baraja
  - Lucas Martínez como Germán (niño)
- Luis Ziembrowski como Romano
- Claudio Tolcachir como Francisco
- Natalia D'Alena como Clara
- Alan Sabbagh como «Tarzán»
- María Canale como Macarena Baraja
- Martina Garello como Violeta
- María Milessi como Madre de Germán
- Pablo Peverelli como Padre de Germán

## Recepción

### Comentarios de la crítica
En el sitio web Todas las críticas, la película posee una aprobación del 63% basado en 12 reseñas. Ezequiel Boetti de Página/12 calificó al filme con un 5, diciendo que el director con las dos primeras escenas logra «ilustrar el estado de caos que impera la rutina de su desnorteado protagonista», pero que la adaptación cinematográfica resulta «astillada y fragmentada» llevando a «una película sobre la locura a la que, paradójicamente, le falta locura». Milagros Amondaray de La Nación consideró a la película como «buena», describiendo la actuación de Otero como «excelente», sin embargo, cuestionó que «Baldana no logra darle impronta visual al visceral texto de Unamuno e incurre en un exceso de voces en off», aunque «de todos modos, a medida que se acerca el final, las piezas se van acomodando y Baldana condensa con imágenes precisas la revolución de su protagonista». Juan Pablo Russo de Escribiendo cine describió que «Juan Baldana construye en Que todo se detenga un relato oscuro, claustrofóbico, donde muestra el lado políticamente incorrecto de un personaje sin límites, anárquico, difícil de llevar, y lo hace metiendo la cámara dentro de su cabeza».
En una reseña para Cinergia online, Gastón Dufour escribió que el trabajo de Baldana «es una película que ayuda, a su modo y tal vez novedosamente, a dar un paso hacia pensar la confusa y animal realidad bestial que se establece a nuestro alrededor, y que nos abarca completamente». Marcelo Cafferata de Lúdico News describió que «Baldana maneja con trazo firme desplegando una puesta en escena muy cuidada en los detalles» y que Canale «es brillante en el rol de la hermana» del protagonista.